# Oleksandr Koetsjer
Oleksandr Koetsjer (Oekraïens: Олександр Миколайович Кучер) (Kiev, 22 oktober 1982) is een Oekraïens voormalig voetballer die bij voorkeur als centrale verdediger speelde. Koetsjer debuteerde in 2006 in het Oekraïens voetbalelftal. Nadien werd hij trainer.

## Clubcarrière
Koetsjer begon zijn profcarrière bij Arsenal Kharkiv. In 2002 vertrok hij naar Metaloerh Donetsk. Die club leende hem uit aan vervolgens FC Charkov, het Armeense Banants Jerevan en opnieuw FC Charkov. Daarna tekende Koetsjer een contract bij Metalist Charkov. In juli 2006 tekende hij bij Sjachtar Donetsk. Koetsjer debuteerde voor Sjachtar in een met 5–0 gewonnen thuiswedstrijd tegen zijn voormalige werkgever Metalist Charkov. In het seizoen 2011/12 maakte hij de winnende treffer in de Oekraïense bekerfinale.
Koetsjer kreeg op woensdag 11 maart 2015 een rode kaart toen hij het met Sjachtar in München opnam tegen Bayern München, een wedstrijd in de achtste finale van de UEFA Champions League. Dit gebeurde in de derde minuut van de wedstrijd. Daarmee was Koetsjers rode kaart de snelste in de Champions League ooit. Hij veroorzaakte met zijn overtreding tegelijkertijd een strafschop, waaruit Bayern 1–0 scoorde. De wedstrijd eindigde in 7–0. Vanaf medio 2017 vertegenwoordigde de Oekraïner de kleuren van Kayserispor. In 2019 speelde hij voor Karpaty Lviv.

## Interlandcarrière
Koetsjer maakte zijn debuut in het Oekraïens voetbalelftal op 15 augustus 2006 in een met 6–0 gewonnen vriendschappelijke wedstrijd tegen Azerbeidzjan. Op 11 oktober 2006 maakte hij zijn eerste doelpunt voor Oekraïne in een EK-kwalificatiewedstrijd tegen Schotland. In 2012 nam hij deel aan het EK in eigen land, maar kwam in geen van de groepswedstrijden in actie. Op 19 mei 2016 werd Koetsjer opgenomen in de Oekraïense selectie voor het Europees kampioenschap voetbal 2016 in Frankrijk. Oekraïne werd in de groepsfase uitgeschakeld na nederlagen tegen Duitsland (0–2), Noord-Ierland (0–2) en Polen (0–1).

## Trainerscarriere
In het seizoen 2020/21 was hij speler-trainer van Metal Charkiv waarmee hij kampioen werd op het tweede niveau. In 2022 ging hij SK Dnipro-1 trainen.